# Вахулы
Вахулы (укр. Вахули) — село в Яворовской городской общине Яворовского района Львовской области Украины.
Население по переписи 2001 года составляло 97 человек. Занимает площадь 0,11 км². Почтовый индекс — 81023. Телефонный код — 3259.